# Cirò
Cirò is een gemeente in de Italiaanse provincie Crotone (regio Calabrië) en telt 3523 inwoners (31-12-2004). De oppervlakte bedraagt 70,2 km², de bevolkingsdichtheid is 51,5 inwoners per km².
De volgende frazioni maken deel uit van de gemeente: L'Attiva, La Cappella, Santa Venere.

## Demografie
Cirò telt ongeveer 1170 huishoudens. Het aantal inwoners daalde in de periode 1991-2001 met 31,3% volgens cijfers uit de tienjaarlijkse volkstellingen van ISTAT.
| Jaar | Inwoneraantal |
| ---- | ------------- |
| 1991 | 5264          |
| 2001 | 3614          |

## Geografie
De gemeente ligt op ongeveer 179 m boven zeeniveau.
Cirò grenst aan de volgende gemeenten: Carfizzi, Cirò Marina, Crucoli, Melissa, Umbriatico.